# Hemerocampa wardi
Hemerocampa wardi är en fjärilsart som beskrevs av Riotte 1971. Hemerocampa wardi ingår i släktet Hemerocampa och familjen tofsspinnare. Inga underarter finns listade i Catalogue of Life.